# 坊門清忠
坊門 清忠（ぼうもん きよただ）は、鎌倉時代から南北朝時代初期にかけての公卿。従三位坊門基輔の孫、左中将坊門俊輔の子。後醍醐天皇の古参の側近として建武政権下で活躍し、南北朝分立後は南朝に仕えた。建武政権・南朝を文書行政面から支え、重臣吉田定房との相次ぐ死は後醍醐帝に深く悼まれた。歌人でもあり、勅撰集『続千載和歌集』、準勅撰集『新葉和歌集』等に入集。

## 生涯
前半生の官歴は明らかでない。しかし、『増鏡』に嘉元3年（1305年）9月の亀山法皇の崩御に際して尊治親王（後の後醍醐天皇）らとともに哀傷歌を詠進したという描写があり、また、文保2年（1318年）に編纂された『続千載和歌集』羇旅歌には、大覚寺統（後醍醐天皇が連なる血統）を補佐する重鎮吉田定房の邸宅で詠んだ歌が輯録されている。よって、後醍醐天皇の即位以前から近臣として仕えていたと考えられる。
後醍醐親政下の正中3年（1326年）2月29日、右大弁に達し、翌嘉暦2年（1327年）7月16日従三位に叙されて公卿に列した（『公卿補任』）。次いで同3年（1328年）参議に任じられて左京大夫を兼ねる（『公卿補任』）。元徳3年（1331年）1月には参議を辞しているが（『公卿補任』）、元弘の乱で後醍醐に供奉して笠置へ赴いた形跡はない。
元弘3年/正慶2年（1333年）6月12日、光厳天皇の廃位によって還任（『公卿補任』）。
元弘3年7月17日、勅令により造興福寺長官に内定し（『大乗院記録』）、同年9月23日に正式に補任（『公卿補任』）。
建武政権下の建武元年（1334年）には信濃権守･大蔵卿を兼ね、従二位に昇叙した他（『公卿補任』）、雑訴決断所の二番衆（東海道担当）を務めている（『建武記』）。
延元の乱での尊氏の京都奪回に伴い、延元元年/建武3年12月21日（ユリウス暦1337年1月23日）、後醍醐は吉野に潜幸して南朝（吉野朝廷）を樹立。
延元2年/建武4年（1337年）3月29日に北朝での官職を辞職している（『公卿補任』）ところを見ると、清忠はこの頃に後醍醐天皇を追って吉野入りし、南朝政権の一角を占めたようである。
同年9月13日夜、吉野行宮内裏で開かれた賞月の歌会に出席し、和歌2首を詠んでいる（『新葉和歌集』）。なお、『新葉和歌集』原文はこれを翌年の延元3年のこととしており、『公卿補任』でそれまでに死亡していることと矛盾するが、『大日本史料』は『新葉和歌集』の方が年を一年書き間違えたのだろうと判断している。
延元3年/暦応元年3月21日（1338年4月11日）薨去（『公卿補任』）。榊原忠次『新葉集作者部類』によれば、享年56とされるが、定かではない。
これを遡ること2ヶ月前の同年1月23日には、「後の三房」の一人である前内大臣吉田定房も薨去しており、相次ぐ古参の腹心の死に、豪快さで知られる帝でさえ打ちひしがれ、清忠と定房の死を悼んだ次の御製を詠んだ。「ことゝはむ　人さへまれに　成にけり　我世のすゑの　程ぞしらるゝ」（『新葉和歌集』哀傷・1370）（大意：親しく言葉を交わせる人も少なくなってしまった。我が人生も終わりに近づいてきたことが知れるものだ）。翌年、自身の予見通り後醍醐天皇もまた崩御した。

## 人物
歌人でもあり、和歌は勅撰集『続千載和歌集』に1首、準勅撰集『新葉和歌集』に2首が入集した他、『拾遺現藻和歌集』･『臨永和歌集』･『松花和歌集』などの私撰集にも入集がある。
前中納言定房家にて、行路秋望といへる心をよみ侍ける「ぬれつつも　猶そ分行　旅ころも　朝たつ山の　まきの下露」藤原清忠朝臣（『続千載和歌集』羇旅歌・832）。
延元三年九月十三夜内裡三十首歌中に月前紅葉「照まさる　月のかつらに　ならふらし　しぐれぬさきの　秋の紅葉葉」（『新葉和歌集』秋下・391）（大意：美しく輝く月の中にあるという伝説の桂の木に応じたのでしょうか、時雨の時期もまだ来ていないというのに、秋の紅葉の葉が美しく色づいています）　参考：壬生忠岑「ひさかたの　月の桂も　秋はなほ　紅葉すればや　照りまさるらむ」（『古今和歌集』秋上・194）　なお、原文の「延元三年」は二年の誤り。
延元三年九月十三夜内裏三十首歌中に月前逢恋「まれにあふ　夜半の月影　心せよ　かたぶけばこそ　鳥も鳴なれ」（『新葉和歌集』恋3・851）
（大意：久しぶりの夜の逢引ですが、月の光に注意してください。月が傾いて明け方になったら、鶏が鳴いて情事がばれてしまうでしょうから）

## 伝説・創作

### 新田義貞に助け舟
軍記物『太平記』流布本巻14「新田足利確執奏状事」では、建武2年（1335年）、鎌倉の足利尊氏と京の新田義貞との抗争が表面化し、互いに相手方討伐の綸旨を要求すると、清忠は結論を控えつつも義貞の言い分に理があると主張した。

### 湊川の戦い
『太平記』流布本巻16「正成兵庫に下向の事」では、建武の乱中、延元元年/建武3年（1336年）5月、九州より東上した尊氏を迎え討つ際に、天皇の比叡山臨幸を献策した楠木正成に対し、清忠は「義貞が一戦も交えぬまま、帝が年に二度まで京を捨てるとは、帝位を軽んじ官軍の面目を失わせるもの」と大義名分論を振りかざして反対し、義貞とともに迎え撃つべきだと主張した。その結果、正成は湊川の戦いで戦死し、後醍醐は比叡山遷幸を余儀なくされた。
上記は有名な逸話ではあるが、『太平記』は軍記物であって、他の史料による裏付けがない場合には、史料的価値は極めて低い点に注意する必要がある。しかも、『太平記』古態本（より原本に近いとされる写本）の一つである西源院本では、この逸話に坊門清忠の名は一切登場しない。正成と清忠の確執は原本にはなく、誰かが後で勝手に清忠の名を付け加えた可能性もある。

## 評価

### 文学作品による誤解
軍記物『太平記』流布本の内容があたかも史実であるかのように人口に膾炙したため、近世、楠木正成（楠公）崇拝の気風が高まる中では、清忠は「忠臣」（という創作がしばしば行われた）楠公を死地に追いやった佞臣として筆誅が加えられることとなった。
安積澹泊の『大日本史』論賛は、清忠について、「一言斃二良将一、国事不レ可レ為。孔子悪三利口之覆二邦家一、正為二此輩一也」（讒言によって名将が死ぬ、これでは国政がうまくいかないのも当たり前だろう。孔子は「口先だけの人物が国家を破滅させてしまうのが憎い」と言ったが、まさにそのような輩だ）と厳しく非難している。
小説家の司馬遼太郎は「この逸話は昭和前期の統帥権干犯問題（統帥権も参照）において、軍部が独立すべき理由の先例として用いられたのではないだろうか」と、史料による検証なく推測した。

### 史料による再評価
21世紀現在の研究では、坊門清忠ら建武政権・南朝の蔵人（秘書官）は、不安定な南朝を文書行政の実務面で支えて安定させた裏方として、一定の高評価を受けている。
かつては後醍醐天皇が理想論を追求した急進的に過ぎる人物だという誤解があったが、史料によって前後の時代との人材・政策を比較した結果、21世紀現在は、むしろ多くの面で後醍醐天皇は実務・安定志向だったという説が主流になっている。文書実務に当たる蔵人についても、2002年から2010年にかけて出版された、東京大学史料編纂所編『花押かがみ』南北朝時代（吉川弘文館）によって、綸旨（天皇の命令書）の奉者（文書発行者）の花押＝サインを照合することで、後醍醐天皇の文書行政に関わった官吏の出身を明らかにした結果、坊門家を含めほとんどが父の後宇多天皇の人材を引き継いでおり、これによって人材プールの安定化を図っていたことが判明した。
東京大学史料編纂所の杉山巖は、新政権を形作るには、歴史の表で華々しく戦う武将だけではなく、地道に実務作業を行う事務方の役人も必要不可欠だったのであると、吉田光任をはじめ清忠ら南朝の文書行政官たちを賞賛している。

## 略譜
※ 日付＝旧暦
| 和暦             | 西暦     | 月日      | 事柄                                                   |
| ---------------- | -------- | --------- | ------------------------------------------------------ |
| 弘安6年？        | 1283年？ |           | 生誕。                                                 |
| 正中元年         | 1324年   | 10月29日  | 右中弁に任官。時に正四位下（『弁官補任』）。           |
| 正中2年          | 1325年   | 12月18日  | 左中弁に転任（『弁官補任』）。                         |
| 正中3年          | 1326年   | 2月19日   | 右大弁に転任（『公卿補任』）。                         |
| 嘉暦2年          | 1327年   | 1月5日    | 正四位上に昇叙（『公卿補任』）。                       |
| 嘉暦2年          | 1327年   | 7月16日   | 従三位に昇叙（『公卿補任』）。                         |
| 嘉暦2年          | 1327年   | 閏9月20日 | 造興福寺長官に補任（『公卿補任』）。                   |
| 嘉暦3年          | 1328年   | 3月16日   | 参議に補任（『公卿補任』）。                           |
| 嘉暦3年          | 1328年   | 9月23日   | 左京大夫を兼任（『公卿補任』）。                       |
| 元徳元年         | 1329年   | 1月13日   | 周防権守を兼任（『公卿補任』）。                       |
| 元徳元年         | 1329年   | 2月12日   | 周防権守・右大弁を辞職、正三位に昇叙（『公卿補任』）。 |
| 元徳2年          | 1330年   | 11月7日   | 還任（『公卿補任』）。                                 |
| 元弘元年/元徳3年 | 1331年   | 1月13日   | 再び辞職（『公卿補任』）。                             |
| 元弘3年/正慶2年  | 1333年   | 6月12日   | 再び還任し、右大弁を兼任（『公卿補任』）。             |
| 元弘3年/正慶2年  | 1333年   | 9月23日   | 造興福寺長官に補任（『公卿補任』）。                   |
| 建武元年         | 1334年   | 1月13日   | 信濃権守を兼任（『公卿補任』）。                       |
| 建武元年         | 1334年   | 9月4日    | 大蔵卿を兼任（『公卿補任』）。                         |
| 建武元年         | 1334年   | 9月28日   | 従二位に昇叙（『公卿補任』）。                         |
| 建武元年         | 1334年   | 12月17日  | 大蔵卿を停任（『公卿補任』）。                         |
| 延元2年/建武4年  | 1337年   | 1月7日    | 左大弁に転ず（北朝）（『公卿補任』）。                 |
| 延元2年/建武4年  | 1337年   | 3月29日   | 辞職（『公卿補任』）。南朝（吉野朝廷）へ参候したか。   |
| 延元3年/暦応元年 | 1338年   | 3月21日   | 吉野行宮で薨去（『公卿補任』） 享年56？                |